# Vetenskapsåret 1844

## Händelser
- 11 maj - Samuel Morse skickar det första meddelandet med morsealfabetet.
- Friedrich Wilhelm Bessel förklarar rörelsen hos Sirius och Procyon med att de rör sig runt ett mörkt centrum.
- Gabriel Gustav Valentin upptäcker att magsaft smälter mat.
- Karl Klaus upptäcker grundämnet rutenium.
- Joseph Liouville finner det första transcendenta talet.
- Hermann Grassmann studerar vektorer med mer än tre dimensioner.
- William Robert Grove publicerar The Correlation of Physical Forces, den första djupare studien om energiprincipen.
- William Fox Talbot publicerar den första fotografiska boken, The Pencil of Nature.

### Biologi
- Okänt datum - Joseph Dalton Hooker börjar publicerar The Botany of the Antarctic Voyage of H.M. Discovery Ships ''Erebus'' and ''Terror'' ... 1839–1843 i London.[1]

## Pristagare
- Copleymedaljen: Carlo Matteucci, italiensk fysiker och neurofysiolog.
- Wollastonmedaljen: William Conybeare, brittisk geolog  [2]

## Födda
- 25 mars - Adolf Engler (död 1930), tysk botaniker.
- 20 april - Ludwig Boltzmann (död 1906), österrikisk fysiker.
- 6 augusti - James Henry Greathead (död 1896), brittisk ingenjör.
- 13 augusti - Friedrich Miescher (död 1895), schweizisk biolog.
- 22 augusti - George W. DeLong (död 1881), amerikansk militär och polarforskare.
- 11 september - Henry Alleyne Nicholson (död 1899), brittisk paleontolog och zoolog.
- 3 oktober - Sir Patrick Manson (död 1922), skotsk parasitolog.
- 25 november - Carl Benz (död 1929), tysk ingenjör och biltillverkare.

## Avlidna
- 19 juni - Étienne Geoffroy Saint-Hilaire (född 1772), fransk biolog.
- 27 juli - John Dalton (född 1766), brittisk kemist och fysiker.
- 30 augusti - Francis Baily (född 1774), engelsk astronom.
- 28 december - Thomas Henderson (född 1798), skotsk astronom.

### Fotnoter
1. ↑  Sampson, F. Bruce (1985). ”Botany of the Antarctic Voyage”. Early New Zealand Botanical Art. Auckland: Reed Methuen. sid. 76. http://www.nzetc.org/tm/scholarly/tei-SamEarl-t1-body1-d5-d5-d5.html. Läst 5 april 2011
2. ↑  ”Geological Society”. Arkiverad från originalet den 5 juni 2011. https://web.archive.org/web/20110605102217/http://www.geolsoc.org.uk/gsl/society/history/page750.html. Läst 13 april 2011.